# Leo Pisa
Leonardus Johannes (Leo) Pisa (18 augustus 1928 te Eindhoven – Sterksel,  23 maart 2016) was een Nederlands kledingontwerper en kunstverzamelaar.

## Biografie
Pisa werd geboren in Eindhoven als zoon van kleermaker George Pisa. Hij zette het bedrijf van zijn vader voort. Hij maakte van George Pisa & Zn. Tailleurs BV een bekend bedrijf. Hij richtte zich op uniformkleding. De eerste grote order kwam van de Politie in Eindhoven, hierna volgden grote orders van de Marine, Luchtmacht, Landmacht en Koninklijke Marechaussee. Het betrof ceremoniële tenues voor speciale gelegenheden. Er volgde een grote order voor ceremoniële tenues voor de troonopvolging in 2013. Eerder, in 2002, had Pisa de opdracht verworven voor het trouwkostuum van Willem-Alexander. 
Samen met kunstenaar Peter van den Braken richtte hij het Peter van den Braken Centrum op. Van den Braken overleed kort na de opening, waardoor Pisa het museum alleen voortzette.  
Zijn verzamelbeleid richtte zich op kunstenaars die in de eerste helft van de twintigste eeuw in de omgeving van Eindhoven hebben gewoond en gewerkt. Het museum heeft een grote hoeveelheid werken van Jan Kruysen, die jarenlang in Heeze werkzaam was.
Pisa overleed in 2016 op 87-jarige leeftijd.